# Александар Младеновић Лека
Александар Младеновић Лека (Београд, 25. мај 1967) српски је уметник и универзитетски професор. Младеновић је графичар, сликар и редовни професор на Графичком одсеку Факултета ликовних уметности Универзитета уметности у Београду. По завршетку Факултета ликовних уметности у Београду у класи проф. Емира Драгуља, Лека је 1991. године ступио на ликовну сцену Србије, и својим креативним и динамичним уметничким деловањем и снажним ликовним језиком заузео посебно место. Живи и ствара у Београду, као члан УЛУС-а. До сада је излагао не више од 400 колективник и преко двадесетак самосталних изложби у земљи и иностранству. Носилац је бројних награда и призања Поред графике бавио се и визуеалним истраживањима и административним дужностима на факултету.

## Живот и каријера
Рођен је у Београду у коме је провео детињство и завршио основно и средње школовање. Дипломирао је 1991. године на Факултета ликовних уметности у Београду у класи проф. Емира Драгуља. Магистрирао је 1994. године у класи истог професора., а докторирао одбраном докторског уметничког пројекта Рани панк и Хибридна графика, 2014. године под менторством проф. Жарка Смиљанића.
У статусу слободног уметника био је од 1990. до 1999. године.
Запослен је на Графичком одсеку Факултет ликовних уметности Универзитета уметности у Београду од 1999. године у звању редовног професора. Био је први продекан Факултета ликовних уметности у Београду за међународну сарадњу ФЛУ (од 2007. до 2010).
На дужности руководиоца центра за графику и визуелна истраживања Факултета ликовних уметности у Београду био је од 2015. до 2016. године.
Члан је УЛУС-а од 1992. године. Живи, ради и своја ликовна дала ствара у Београду.

## Уметничко стваралаштво
У више од три децене стваралаштва Александар Младеновић Лека је изградио висок степен индивидуалности, креативне софистицираности као и осетљив дух за нова кретања у савременој графици. Кроз дуготрајни процес графичког истраживања нових смислених садржаја који се може поделити у неколико серија у односу на тему као и на средства која се временом мењају, продублљују како би уметник постигао одговарајућу хармоничну равнотежу између традиционалне графике и иновативних метода.

## Самосталне изложбе
- 2019. Декада, Галерија савремене ликовне уметности, Пожаревац
- 2018. Фе/Ау, радови на папиру (са M.Петковићем), УК Пароброд, Београд
- 2017. Галерија Културног центра, Горњи Милановац
- 2017. ВицЛека (са Виком Годаром, ВБ), Галерија 46, Лондон, Велика Британија
- 2017. Панк портрети династије Обреновић, Галерија Култутног центра, Шабац * 2017. Панк портрети династије Обреновић, Галерија Народног музеја, Крагујевац
- 2017. Нови редовни професори на Графичком одсеку ФЛУ (са V. Вељашевићем), Галерија ФЛУ, Галерија Излози, Београд
- 2016. Панк портрети династије Обреновић, Историјски музеј, Београд
- 2016. Панк археологија, последње поглавље, Продајна галерија, Београд
- 2015. Александар Младеновић и Роберт Трусковски, Галерија Артист’с Прооф, Калгари, Алберта
- 2015. У потрази за Лимијерима, 120 година од открића филма, Музеј Југословенске кинотеке, Београд
- 2015.	VicLeka (sa Vikom Godarom, VB), Ozone Art Space, Beograd
- 2013. Монанарцхисте, Галерија Прессе Папиер, Троа-Ривјер, Канада
- 2012. Рани панк и хибридна графика, Галерија УЛУС, Београд
- 2012. Галерија Србија, Галерија савремене ликовне уметности, Ниш
- 2011. Нови ванредни професори ФЛУ (са D. Илић, V. Вељашевићем и А. Пантићем), Галерија ФЛУ, Београд
- 2011. Музеј уметности, Национални Универзитет Тајвана, Тајпеј, Тајван
- 2010. Универзитет Хјустона Клиар Лејк, Клиар Лејк, Тексас, САД
- 2010. Чешки музеј (са А.Кековић Младеновић и К.Торалбом), Хјустон, САД
- 2009. Модерна галерија Ликовни сусрет, Суботица
- 2008. Галерија Графички колектив, Штампане Ствари
- 2007. Галерија савремене уметности, Павиљон у Тврђави, графике и принтови, Ниш
- 2007. Галерија ЕТ4У, »3 генерације српских графичара«, графике (са Велизаром Крстићем и Лидијом Богдановић), Бувлингбјери, Данска
- 2006. Галерија УЛУС, слике, Београд
- 2006. Галерија Културног центра »Лаза Костић«, радови на папиру, Сомбор
- 2005. Галерие »Прессе Папиер«, графике и графичке инсталације, Троа-Ривјер, Канада
- 2003. Галерија Задужбине Илије M. Коларца, графике и графичке инсталације, Београд
- 2002. »Бринккала Галериа«, Турун култуурикескус, графике, Турку, Финска 2002. Народни музеј, графике (са Бранком Раковићем), Краљево
- 2002. Галерија »Рисим«, Галерија »Надежда Петровић«, графике (са Бранком Раковићем), Чачак
- 2002. Галерија »Сунце«, графике, Лесковац
- 2001. Галерија “Графички Колектив”, графике, Београд
- 2000. Конзулат СР Југославије, графике, Лион, Француска
- 2000. Артотхек Доган, цртежи, Шенекен, Немачка
- 2000. Самостална изложба у оквиру V Светског тријенала графике малог формата, графике,Шамалијер, Француска (са Богданом Борчичем, Словенија)
- 1999. Галерија ФЛУ, графике, Београд, “Нови асистенти графичког одсека” (са Адамом Пантићем и Владимиром Вељашевићем)
- 1999. Дипломатски клуб, Београд, радови на папиру (са Едитом Кадирић и Гораном Кнезевићем)
- 1998. Културкреис Алтес Амт, графике, Шенекен, Немачка
- 1998. АЕЕРА, Америчка амбасада, радови на папиру, Београд
- 1997. АЕЕРА, Америчка амбасада, графике и слике, Београд
- 1996. АЕЕРА, Америчка амбасада, графике и слике, Београд
- 1994. Галерие Кабинета Франклин, графике и слике, Лион, Француска
- 1994. Галерија ФЛУ, Магистарска излозба, графике, цртежи, слике, Београд
- 1993. Галерија “Графички Колектив”, графике и цртежи, Београд

## Групне изложбе
Учествовао је на око 400 групних изложбеи у Србији и иностранству (САД, Канада, Мексико, Велика Британија, Француска, Белгија, Швајцарска, Холандија, Немачка, Данска, Финска, Чешка, Бугарска, Грчка, Русија, Кина, Јапан, Јужна Кореја, Тајван и Египат)

## Награде и признања[3]
- 2004. “Мали печат”, главна награда на Изложби графике малог формата, Галерија “Графички колектив”, Београд
- 2001. Признање “ Повеља части ” за допринос савременој светској графици на V Светском Тријеналу графике малог формата, Шамалијер, Француска
- 1999. Откупна награда “Die Kleine Galerie” из Беча, Аустрија на IV Медјународном Графичком Бијеналу “Сува игла”, Ужице
- 1998. Почасна откупна награда организатора Бијенала, банке“Цаиxавиго е Оуренсе“, на V Медјународном Бијеналу графике“Цаиxавиго е Оуренсе“, Оренсе, Шпанија
- 1997. Признање “Повеља части” за допринос савременој светској графици на IV Светском Тријеналу графике малог формата, Шамалијер, Француска
- 1994. Награда организатора Бијенала,“Дечјих новина”, за графику на III Бијеналу минијатурне уметности, Горњи Милановац
- 1994. Награда VII Бијенала југословенске студентске графике
- 1994. Похвала жирија на медјународној изложби еx либриса, Аугустов, Пољска, 1994.
- 1993. Откупна награда галерије “Сунце” на I Медјународном Бијеналу мале графике “Лесковац”
- 1993. Награда за графику “Дјордје Андрејевић-Кун” Факултета ликовних уметности у Београду
- 1992. Откупна награда Министарства за културу Републике Србије на Јесењој излозби УЛУС-а
- 1991. Откупна награда на Изложби графике малог формата, Галерија “Графички колектив”, Београд
- 1991. Откупна награда “Југоеxпорта” на XXXII Октобарском Салону
- 1990. Откупна награда “Југоеxпорта” на XXXI Октобарском Салону